# Без паніки, хлопці
«Без паніки, хлопці» (англ. Don't Panic Chaps!) — британський комедійний фільм режисера Джорджа Поллока, знятий у 1959 році.

## Сюжет
Четверо британських солдатів відправлені на віддалений острів в Адріатиці, щоб обладнати там спостережний пост. Минає час, але ніхто не збирається забирати їх назад. Там вони зустрічають німецькі війська, з якими дійшли до довгоочікуванного перемир'я, яке було вщент розбите одним немалозначним фактом - появою чарівної красуні з ніжним іменем Ельза, яку за щасливим збігом викинуло на берег.